# フルーツケンちゃん
『フルーツケンちゃん』は、1976年3月4日から1977年2月24日までTBS系列の毎週木曜19:30 - 20:00（JST）に放送された児童向けドラマである。全52回。

## 概要
『ケンちゃんシリーズ』第8作。本作の舞台は「フルーツパーラー山本」。
ケンイチ役の宮脇康之（現：宮脇健）はこの年15歳になり、受験勉強で忙しくなるため本作をもって『チャコねえちゃん』以来10作出演したシリーズから降板。次作『パン屋のケンちゃん』からはケンジ役だった岡浩也が2代目ケンイチになる。

## 出演者
- ケンイチ：宮脇康之
- ケンジ：岡浩也
- チャコ：斎藤ゆかり
- お父さん：牟田悌三
- お母さん：岸久美子
- 有島一郎
- 坂本新兵
- カスミ：テレサ野田
- 日の下金太郎
- マラソン先生：渡辺篤史
- 三宅先生：野見山さと子
- まゆみ：山添三千代
- 進士晴久
- 風見章子
- 小早川ユリ（ユリちゃん）：斉藤浩子

ほか

## スタッフ
- 監督：柴田吉太郎
- 制作：TBS、国際放映

## 主題歌
「フルーツケンちゃん」
- 作詞：有馬三恵子／作編曲：鈴木邦彦／歌：宮脇康之、SPSシンガーズ
- ポリドールレコード（現：ユニバーサルミュージック）から発売された。

## サブタイトル
1. 1976年3月4日 「いらっしゃい! パーラーです」
2. 1976年3月11日 「春を呼ぶドラム」
3. 1976年3月18日 「アベコベのお話」
4. 1976年3月25日 「愉快な仲間たち」
5. 1976年4月1日 「おかしなマラソン先生」
6. 1976年4月8日 「赤いランドセル黒いランドセル」
7. 1976年4月15日 「がんばったおじいちゃん」
8. 1976年4月22日 「約束のメロディー」
9. 1976年4月29日 「はりきり班長さん」
10. 1976年5月6日 「子供の日の出来事」
11. 1976年5月13日 「大声コンクール」
12. 1976年5月20日 「迷子になったお手伝い」
13. 1976年5月27日 「おこづかい作戦」
14. 1976年6月3日 「泣かないよ! マラソン先生」
15. 1976年6月10日 「ドラムとピアノ」
16. 1976年6月17日 「野球選手のおねえちゃん」
17. 1976年6月24日 「謎のお荷物」
18. 1976年7月1日 「逃げ出した二人」
19. 1976年7月8日 「初恋ってなあに?」
20. 1976年7月15日 「へんな昔ばなし」
21. 1976年7月22日 「いよいよ夏休み」
22. 1976年7月29日 「かぐや姫のお話」
23. 1976年8月5日 「宿題の絵日記」
24. 1976年8月12日 「戦争を知らない子供たち」
25. 1976年8月19日 「友情の危機一髪!!」
26. 1976年8月26日 「キャンプと台風」
27. 1976年9月2日 「どっちにしようかな?」
28. 1976年9月9日 「おとうさん大変だ!!」
29. 1976年9月16日 「南の国の対決・1」- ゲスト：磯崎理恵子、川口英樹
30. 1976年9月23日 「南の国の対決・2」- ゲスト：磯崎理恵子、川口英樹
31. 1976年9月30日 「消えたガキ大将」
32. 1976年10月7日 「しあわせバトン・タッチ」
33. 1976年10月14日 「ぶどう園の少女」
34. 1976年10月21日 「ながーいかくれんぼ」
35. 1976年10月28日 「うなぎと秋祭り」
36. 1976年11月4日 「うちの中の大冒険」
37. 1976年11月11日 「涙の合唱」
38. 1976年11月18日 「紙芝居がやって来た」
39. 1976年11月25日 「よみがえった勇気」
40. 1976年12月2日 「男のような女の子」
41. 1976年12月9日 「子猫を飼いたい」
42. 1976年12月16日 「おとうさんの宝もの」
43. 1976年12月23日 「ウソの見えるメガネ」
44. 1976年12月30日 「お手伝いでいくらくれるの?」
45. 1977年1月6日 「タコタコあがれ!」
46. 1977年1月13日 「一日だけの家出」
47. 1977年1月20日 「女の子の人気投票は?」
48. 1977年1月27日 「秘密にしていたおねえさん」
49. 1977年2月3日 「大人になったらなにになるの」
50. 1977年2月10日 「ユミちゃんのおひっこし」
51. 1977年2月17日 「試験のなかったあの頃」
52. 1977年2月24日 「早すぎたお嫁さん」

## 参考資料
- テレビドラマデータベース

| TBS系 ケンちゃんシリーズ | TBS系 ケンちゃんシリーズ | TBS系 ケンちゃんシリーズ |
| 前番組                   | 番組名                   | 次番組                   |
| ------------------------ | ------------------------ | ------------------------ |
| おそば屋ケンちゃん       | フルーツケンちゃん       | パン屋のケンちゃん       |